# Савинцы (Харьковская область)
Са́винцы (укр. Савинці) — посёлок в Изюмском районе Харьковской области Украины. Является административным центром Савинского поселкового совета, который также включает в себя село Довгалевку и посёлок Раковку.

## Географическое положение
Посёлок Савинцы находится на впадении реки Савинка в реку Северский Донец, рядом сосновый лес.
Населённые пункты Савинцы, Довгалевка, Раковка и Морозовка вплотную примыкают друг к другу.

## История
Территория, где теперь находятся Савинцы, была заселена издавна. Археологами выявлены здесь 8 поселений и стоянок эпохи неолита, захоронения древнеямной (III тысячелетие до н. э.), катакомбной (II тысячелетие до н. э.) и срубной (І тысячелетие до н. э.) культур. Найдены также памятники салтово-маяцкой культуры (VIII—IX веков), каменные кочевнические скульптуры — бабы (X—XI веков) и золотоордынские монеты ХІV—XV веков.
Поселение возникло в 1671 году, когда у речного брода на месте сторожевого поста была основана Савинская слобода, обнесённая земляным валом. Здесь поселились 100 переселенцев во главе с сотником Г. Могилкой, бежавших от феодального гнёта польской шляхты с Правобережной Украины. Слобода Савинцы являлась центром сотни в составе Харьковского полка.
Заняв водораздел Днепра и Дона, слобожанские казаки преградили крымским татарам пути в Центральную Россию: слобода Рубежная (основана в 1652—1660 годах), города Савинцы (1671), Белополье (1672), Волчанск (1674) и Коломак (1680) встали прямо на татарских тропах. С самого начала заселения Слобожанщины переселенцы вели борьбу с кочевыми татарами, которые часто совершали набеги на села и хутора, убивали и уводили в рабство людей, отбирали скот и имущество.
Летом 1678 года в ходе набега крымских татар слобода была сожжена, но в дальнейшем восстановлена и в 1685 году — передана в состав Изюмского полка. Татарские набеги повторялись в 1688 и 1697 годы.
В 1732 году в Савинцах насчитывалось 129 дворов и 494 жителя, но татарский набег 1736 года и эпидемии чумы привели к тому, что количество населения слободы резко уменьшилось. Чтобы привлечь новых служилых людей, царское правительство предоставило переселенцам ряд привилегий. Они освобождались на 10—15 лет от всяких налогов и от «дальней полковой службы», могли беспошлинно торговать.
В 1765 году казаки были переведены в разряд войсковых обывателей и обложены подушным налогом. В этом же году слобода Савинцы вошла в состав Изюмского комиссарства Изюмской провинции Слободско-Украинской губернии. В 1773 году в Савинцах проживало 2543 жителя, в том числе 2116 войсковых обывателей и 380 подданных. В 1780 году слобода Савинцы вошла в состав Изюмского уезда Харьковского наместничества, в 1796 году стала волостным центром Изюмского уезда Слободско-Украинской (с 1835 года — Харьковской) губернии.
В 1840-е годы здесь была открыта церковно-приходская школа.
В 1857 году военные поселения были упразднены и переданы в ведение министерства государственных имуществ, войсковые обыватели были переведены в разряд государственных крестьян.
К началу XX века в Савинцах проживало 4340 человек, действовали 2 церкви, церковно-приходская школа, земский врачебный пункт и несколько торговых лавок, здесь регулярно проходили базары и ярмарки. В 1910—1914 годы были построены железная дорога и железнодорожные станции Шебелинка, Балаклея, Савинцы.
В 1915—1917 годах в городе Балаклея и слободе Савинцы проходил военную службу будущий маршал СССР Г. К. Жуков.
С 14 сентября по 8 ноября 1917 года в составе Российской республики. В ходе Гражданской войны власть несколько раз менялась: в январе 1918 года здесь была установлена советская власть, в апреле 1918 года Савинцы были оккупированы австро-немецкими войсками, после чего с 29 апреля по 14 декабря 1918 года селение находилось в составе Украинской державы). В декабре 1918 года части РККА захватили Савинцы, в июне 1919 года в селение вошли военные части ВСЮР, 21 декабря 1919 года советская власть была восстановлена.
В 1923 году в Украинской ССР прошла административно-территориальная реформа с упразднением уездов и созданием районов. В 1920-х годах была центром небольшого Савинского района Изюмского округа (существовавшего до 30 июля 1930 года) Харьковской губернии УССР.
В 1924—1925 годах здесь были восстановлены водяная мельница и пивоваренный завод, в 1926 году в соответствии с планом ГОЭЛРО село было электрифицировано. В 1930-е годы здесь были построены кирпичный завод, Савинская МТС, молокозавод, инкубаторно-птицеводческая станция.
После начала Великой Отечественной войны из жителей села был сформирован истребительный батальон, в сентябре 1941 года — два партизанских отряда, с приближением линии фронта здесь началось строительство оборонительных позиций. 11 декабря 1941 года Савинцы были оккупированы немецкими войсками. 10 января 1942 года село отбили советские войска, но 23 июня 1942 немцы опять захватили село, которое окончательно было освобождено 10 февраля 1943 года. При отступлении немецкие войска почти полностью уничтожили Савинцы в соответствии с тактикой «выжженной земли» — были разрушены и сожжены электростанция, 618 жилых домов, радиоузел, типография, четыре школы, клуб и больница.
В 1959 году Савинский район был расформирован с передачей территорий в Изюмский и Балаклейский районы., а село Савинцы преобразовали в посёлок городского типа с численностью населения 6 743 человека.
В 1974 году численность населения составляла 8300 человек, здесь действовали сахарный завод и комбикормовый завод. В 1983 году численность населения составляла 5700 человек; здесь действовали сахарный завод, комбикормовый завод, кирпичный завод, хлебокомбинат, пищевкусовая фабрика, овощная фабрика, Балаклейская райсельхозтехника, предприятия бытового обслуживания, профессионально-техническое училище, три общеобразовательные школы, музыкальная школа, больница, Дом культуры и 5 библиотек.
В январе 1989 года численность населения составляла 5829 человек.
В 1980-е годы в Савинцах началось строительство мясокомбината, но после провозглашения независимости Украины строительство было остановлено, а в сентябре 1993 года Кабинет министров Украины принял решение о продаже предприятия.
По данным переписи 2001 года численность населения составляла 5571 человек, на 1 января 2013 года — 5154 человек.
В 2003 году находившийся в Савинцах Балаклейский межхозяйственный комбикормовый завод был признан банкротом.
В марте 2022 года в ходе вторжения России на Украину посёлок был оккупирован российскими войсками. 10 сентября 2022 года, в результате контрнаступления ВСУ в Харьковской области этот ПГТ был возвращен под контроль Украиной.

## Транспорт
Через Савинцы проходит территориальная автомобильная дорога Р-78.
Железнодорожная станция Савинцы на линии Харьков — Святогорская Южной железной дороги.

## Предприятия
- Савинский сахарный завод
- Балаклейский степной элеватор (Cargill), бывший комбикормовый завод
- Савинский элеватор

## Культура
- Дом культуры
- Савинская детская библиотека

## Известные жители
- Леонид Талалай (1941—2012) — украинский поэт, лауреат Национальной премии Украины имени Тараса Шевченко.
- Иван Васильевич Тимофеенко (1919—1986) — Герой Советского Союза, уроженец села[16].
- Иван Тихий (1927—1982) — украинский советский художник, заслуженный деятель искусств УССР, уроженец села.